# Sun Shangxiang
Dans ce nom chinois, le nom de famille, Sun, précède le nom personnel.
Pour les articles homonymes, voir Sun.
Sun Shangxiang (Lady Sun/Sun Li/Sun Ren) (184/189/192 - 221/222/223) était la fille cadette du seigneur de guerre Sun Jian et de Wu Guotai.
Elle découvrit les arts martiaux à l'âge de 8 ans. Quelque peu masculine, elle possédait un caractère enjoué, qui lui permettait de surmonter le combat et de garder les idées claires. Plus jeune que ses deux frères, Ce et Quan, on dit qu'elle tentait de dépasser le premier et qu'elle surpassait de loin le second. Elle a un autre grand frère, Sun Yi.
Par souci politique, en 209, on organisa son mariage avec Liu Bei, du Shu, dans le seul but de piéger Liu Bei et de le tuer. Cependant, les deux époux parvinrent à s'apprécier et tombèrent finalement amoureux l'un de l'autre. Pour son mari, Shangxiang cessa de se battre, mais continua à faire garder l'entrée de sa chambre par des dames de compagnie vêtues d'une lourde armure. D'après le Roman des trois Royaumes, elle se suicida peu de temps après la défaite et la mort de Liu Bei à Yi Ling.

## Informations complémentaires
Sun Shangxiang était la fille de Sun Jian et de Wu Guotai et la sœur cadette de Sun Ce, de Sun Quan et de Sun Yi. Elle était décrite comme « une femme aussi intelligente que batailleuse, fière et déterminée ». Quoiqu'elle n'ait, historiquement, pris part à aucune bataille, sa chambre était décorée d’armes et ses servantes pouvaient faire de l’escrime.
Quand la femme de Liu Bei, Dame Gan, mourut, Sun Quan conçut un plan pour s’emparer des terres Shu. Sous le prétexte de réunir les familles Sun et Liu, Sun Quan offrit sa sœur Sun Shangxiang en mariage à Liu Bei, qui accepta. Le plan de Zhou Yu était d’attirer Liu Bei dans le territoire Wu et de demander une rançon. Zhuge Liang cependant avait découvert la ruse plus tôt et avait prédit que cela tournerait au désastre pour le Shu. Liu Bei s’échappa grâce à l’influence de sa femme qui encouragea la révolte des gardes Wu en les humiliant, ils purent donc passer tous les deux et rentrer au Shu.
En 212, Sun Shangxiang fut à nouveau utilisée dans un autre complot. Zhang Zhao proposa d’envoyer une lettre à Sun Shangxiang lui disant que sa mère était gravement malade et qu’elle souhaitait la voir ainsi que le fils de Liu Bei, Liu Shan. Zhang Zhao voulait demander une rançon à Liu Bei pour son fils, en se servant de Sun Shangxiang, mais heureusement Zhao Yun découvrit le complot et sauva l’enfant avant que Sun Shangxiang parte.
Après cela, Sun Shangxiang resta dans le Wu et ne vit plus jamais Liu Bei, cependant elle continuait à l’aimer.
Selon la légende, quand elle apprit la défaite de Liu Bei à Yi Ling, elle entendit une rumeur indiquant que Liu serait mort pendant la bataille. Elle quitta alors le palais, se jeta dans la rivière et mourut. A contrario, les chroniques officielles ne font mention d'aucun suicide et sont muettes sur ce qu'elle devient après son retour au Wu.